# Mikvé de Cavaillon
Le mikvé de Cavaillon est un bain rituel juif, monument historique, situé à Cavaillon (Vaucluse).

## Historique
La communauté juive cavaillonnaise fait partie des juifs comtadins, présent dans le Comtat Venaissin depuis le XIVe siècle. À Cavaillon, l'actuelle rue hébraïque constituait historiquement la « carrière », le quartier juif de la commune. Le bain rituel ou Mikvé est situé dans la cour de la Maison Jouve.
Le lieu fait l'objet d'un classement au titre des monuments historiques depuis 17 décembre 2007.

## Architecture
Construit en sous-sol, à 7 mètres sous la cour de la maison Jouve, son plan est en forme de L. Il était initialement divisé en deux petites salles voûtées, séparées par un mur, percé d'une porte. Une troisième salle voûtée a été ajoutée par la suite. Il est alimenté par 3 puits. Le bain proprement dit, accessible par un escalier en équerre, est placé au nord de la salle principale. L'accès actuel aux salles se fait par une porte, sous un escalier donnant dans la cour de la maison Jouve, depuis le XIXe siècle. L'accès originel est inconnu. 